# Liste des livres de la Bible
L'établissement d'une liste de canonicité de livres fondateurs est toujours le fait d'une autorité. Il en va ainsi tant pour le canon de la Septante, peut-être imité d'une chronologie alexandrine, que pour le canon de la Bible hébraïque et le canon des écritures défini au Concile de Trente.

## Pseudépigraphes et apocryphes
Catholiques et protestants n'ont pas le même canon des livres de l'Ancien Testament. Les catholiques reconnaissent des livres deutérocanoniques (amenant ainsi le nombre des livres de la Bible catholique à 72 ou 73 selon qu'on considère ou non le Livre des Lamentations comme faisant partie du Livre de Jérémie, comme cela est d'usage répandu), c'est-à-dire admis secondairement dans le canon (du grec deutéros second), que les protestants désignent au contraire comme apocryphes, c'est-à-dire n'appartenant pas au canon ou reconnus comme des faux, non-inspirés de Dieu. Des divergences existent aussi entre les églises orientales.
Les catholiques reconnaissent la plupart des livres contenus dans la Septante, fixée dès 270 av. J.-C., qui contenait des livres écrits en grec, ou dont seule la version grecque nous est parvenue. À partir de la Réforme, Luther, et, par suite, les protestants, n'ont retenu que les livres contenus dans le Tanakh, se fondant sur le principe, donné par Jérôme, le traducteur de la Vulgate, de la veritas hebraica.
Cette différence de corpus de texte fondateur tient à la publication en 1504 par Elias Levita, d'une révision de la grammaire hébraïque de Moshe Kimchi. Cette révision serait passée inaperçue si Eliahu n'avait précisé que seul le texte consonantique du Tanakh est de la rédaction d'Esdras tandis que la vocalisation du texte est l'œuvre des Massorètes, achevée vers le VIe siècle.
Les protestants devinrent adeptes de la version hébraïque au nom de sa plus grande antiquité tandis que les catholiques déniaient cette antiquité du fait des voyelles plus tardives. Ils argumentaient contre les protestants que la Septante était en usage chez les premiers chrétiens avant la fixation définitive du canon hébraïque et que la Bible ne saurait se comprendre sans la tradition fixée par le magistère à l'imitation de la tradition massorète.

### Études sur la canonisation de l'Ancien Testament
Cette affaire de voyelles tardives lança l'examen du dogme talmudique qui postulait que le Pentateuque était écrit par Moïse. Cet examen fut lancé par Gilbert Génébrard (1535–1597) qui postula une canonisation de la Bible hébraïque en 3 étapes :
- après la rédaction d'Esdras,
- le grand prêtre de Jérusalem avait convoqué les 72 traducteurs de la Septante pour les envoyer en Égypte canoniser Tobit, Qohelet et les autres Ketoubim,
- Enfin, un dernier synode, sous Shammaï et Hillel aurait canonisé les livres Macchabées.

La problématique essentielle, à cette époque, tentait de connaître le cheminement des apocryphes jusqu'à la version latine du canon, en dépit de l'estime de Jérôme pour le canon hébreu. John Cosin (en) (1595-1672) soutenait  que la Diaspora Juive les avait elle-même introduits, dans un premier temps, dans la version grecque de Théodotion, et que de là ils passèrent dans la version latine. Le facteur grec fut souligné par John Ernest Grabe (1666-1711) qui, à l'hypothèse de Génébrard d'un sanhédrin de Jérusalem pour mandater les Septantes, substitua celle d'un sanhédrin alexandrin, après avoir observé que la plupart des apocryphes venaient d'Alexandrie. Le traducteur en anglais de la Lettre d'Aristée, Thomas Lewis, affirmait que de nombreux écrits de l'Ancien Testament étaient en usage au Temple juif de Léontopolis et, par ce biais, avaient trouvé leur chemin vers la Palestine.

### Enjeux et diversité des canons antiques
- canon dit d'Ezra
- Pentateuque Samaritain (canonisation entre -480 et -350)
- liste de Ben Sirach[5]
- liste du 4QMMT
- liste de Philon d'Alexandrie,
- liste de Flavius Josèphe

à suivre

## Liste des livres

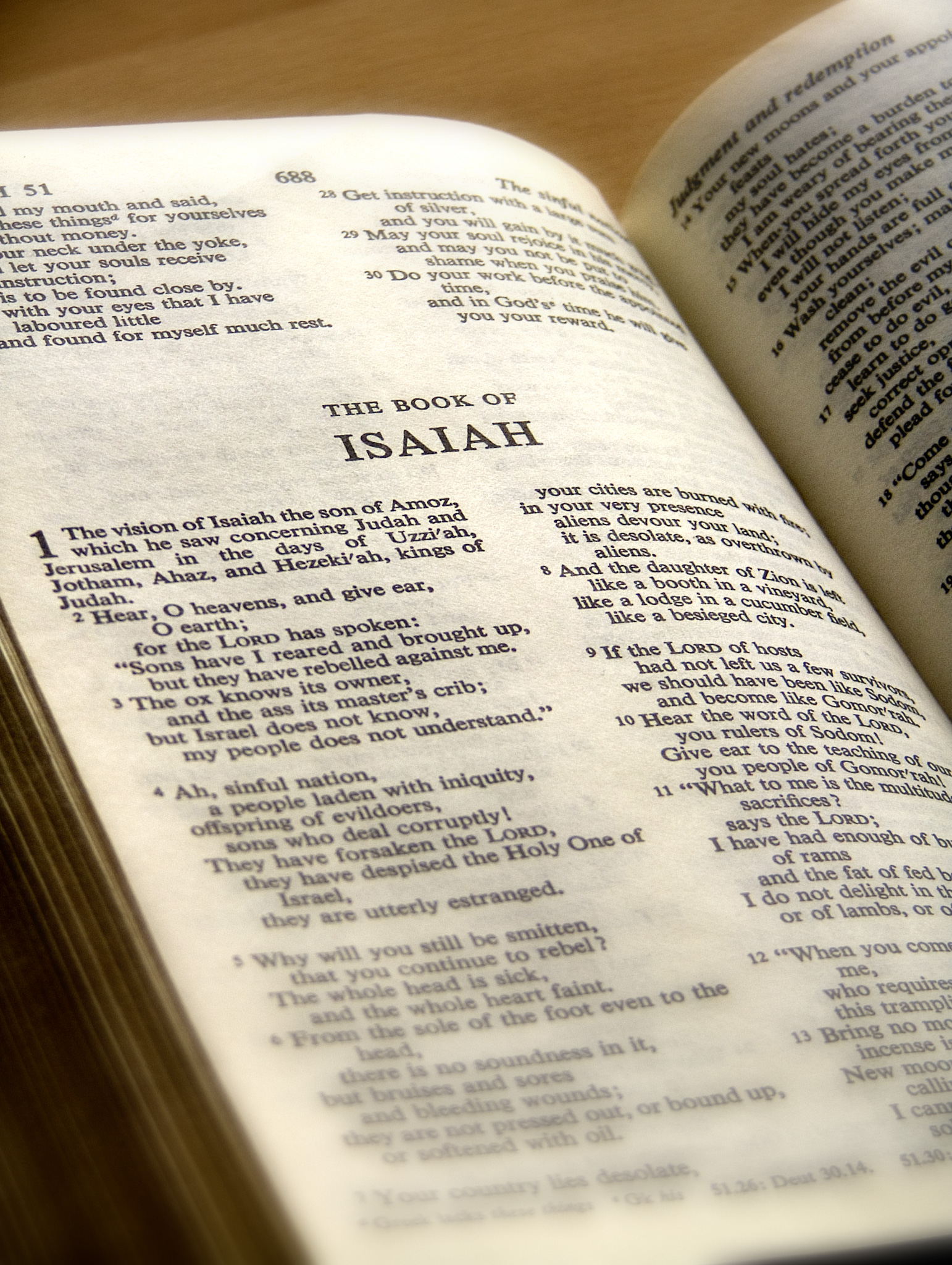
Le Livre d'Isaïe dans une Bible anglaise.

Un décompte unique des livres de l’Ancien Testament n’est pas possible car il varie suivant le canon de chaque confession.

### Ancien Testament
On peut néanmoins préciser que les livres de la Bible hébraïque sont tous inclus dans toutes les bibles. Toutefois, leur ordre peut varier. En outre, leur nom est souvent dérivé de leur titre grec pour les bibles chrétiennes (Genèse, Exode, Lévitique...), tandis dans les bibles juives, ce sont les premiers mots du livre qui le désignent, initialement en hébreu (Beréshith, Shemoth, Wayyiqra...).
À cet ensemble commun s'ajoutent dans la version grecque des Septante des livres supplémentaires. Ils sont inclus en partie ou en totalité dans les bibles catholiques et orthodoxes, mais pas dans les canons juif et protestant. Ils sont appelés deutérocanoniques ou apocryphes.
Les livres suivants comprennent tous les autres livres de la Bible hébraïque et les Livres deutérocanoniques, dans des ordres différents suivant les confessions et ici par ordre alphabétique :
| Nom du livre                      | Canon juif et protestant (hébreu) | Canon catholique | Canon orthodoxe | Septante (grecque) | Vulgate (latine) | Peshitta (syriaque) | Version slave (slavon) | Version éthiopienne |
| --------------------------------- | --------------------------------- | ---------------- | --------------- | ------------------ | ---------------- | ------------------- | ---------------------- | ------------------- |
| Aggée                             | X                                 | X                | X               | X                  | X                | X                   | X                      | X                   |
| Amos                              | X                                 | X                | X               | X                  | X                | X                   | X                      | X                   |
| Baruch                            |                                   | X                | X               | X                  | X                | X                   | X                      | X                   |
| Bel et le dragon9, Daniel grec 14 |                                   | X9               | X               | X                  | X                | ?                   | ?                      | ?                   |
| Cantique des cantiques            | X                                 | X                | X               | X                  | X                | X                   | X                      | X                   |
| I Chroniques                      | X                                 | X                | X               | X                  | X                | X                   | X                      | X                   |
| II Chroniques                     | X                                 | X                | X               | X                  | X                | X                   | X                      | X                   |
| Daniel                            | X                                 | X4               | X4              | X                  | X                | X                   | X4                     | X                   |
| Ecclésiaste ou Qohelet            | X                                 | X                | X               | X                  | X                | X                   | X                      | X                   |
| Ecclésiastique ou Siracide        |                                   | X                | X               | X                  | X                | X                   | X                      | X                   |
| Hénokh                            |                                   |                  |                 |                    |                  |                     |                        | X                   |
| Isaïe ou Ésaïe                    | X                                 | X                | X               | X                  | X                | X                   | X                      | X                   |
| Esther                            | X                                 | X                | X               | X                  | X                | X                   | X                      | X                   |
| Ézéchiel                          | X                                 | X                | X               | X                  | X                | X                   | X                      | X                   |
| Esdras ou Ezra2                   | X                                 | X                | X               | X10 Esdras B       | X I Esdras       | X                   | X                      | X                   |
| Esdras A ou III Esdras2           |                                   |                  | X               | X Esdras A         | X III Esdras     | ?                   | ?                      | ?                   |
| IV Esdras ou Apocalypse d’Esdras  |                                   |                  | X               |                    | X IV Esdras      | ?                   | ?                      | ?                   |
| Habaquq                           | X                                 | X                | X               | X                  | X                | X                   | X                      | X                   |
| Jérémie                           | X                                 | X                | X               | X                  | X                | X                   | X                      | X                   |
| Job                               | X                                 | X                | X               | X                  | X                | X                   | X                      | X                   |
| Joël                              | X                                 | X                | X               | X                  | X                | X                   | X                      | X                   |
| Jonas                             | X                                 | X                | X               | X                  | X                | X                   | X                      | X                   |
| Jubilés                           |                                   |                  |                 |                    |                  |                     |                        | X                   |
| Judith                            |                                   | X                | X               | X                  | X                | X                   | ?                      | ?                   |
| Lamentations                      | X                                 | X                | X               | X                  | X                | X                   | X                      | X                   |
| Lettre de Jérémie                 |                                   | X                | X               | X                  | X                |                     | ?                      | ?                   |
| I Maccabées                       |                                   | X                | X               | X                  | X                | X                   | X                      | X6                  |
| II Maccabées                      |                                   | X                | X               | X                  | X                | X                   | X                      | X6                  |
| III Maccabées                     |                                   |                  | X               | X                  |                  | X                   | X                      | X6                  |
| IV Macchabées                     |                                   |                  | X8              | X                  |                  |                     |                        |                     |
| Malachie                          | X                                 | X                | X               | X                  | X                | X                   | X                      | X                   |
| Michée                            | X                                 | X                | X               | X                  | X                | X                   | X                      | X                   |
| Nahoum                            | X                                 | X                | X               | X                  | X                | X                   | X                      | X                   |
| Néhémie                           | X                                 | X                | X               | X10 Esdras B       | X II Esdras      | X                   | X                      | X                   |
| Osée                              | X                                 | X                | X               | X                  | X                | X                   | X                      | X                   |
| Prière de Manassé                 |                                   |                  | X               | X                  | X8               |                     | X                      |                     |
| Proverbes                         | X                                 | X                | X               | X                  | X                | X                   | X                      | X5                  |
| Psaumes7                          | X                                 | X                | X3              | X3                 | X3               | X11                 | X                      | X3                  |
| Psaumes de Salomon                |                                   |                  | X               | X                  |                  |                     |                        | ?                   |
| I Rois ou III Règnes              | X                                 | X                | X               | X                  | X1               | X                   | X                      | X                   |
| II Rois ou IV Règnes              | X                                 | X                | X               | X                  | X1               | X                   | X                      | X                   |
| Ruth                              | X                                 | X                | X               | X                  | X                | X                   | X                      | X                   |
| Sagesse de Salomon                |                                   | X                | X               | X                  | X                | X                   | X                      | X                   |
| I Samuel ou I Règnes              | X                                 | X                | X               | X                  | X1               | X                   | X                      | X                   |
| II Samuel ou II Règnes            | X                                 | X                | X               | X                  | X1               | X                   | X                      | X                   |
| Sophonie                          | X                                 | X                | X               | X                  | X                | X                   | X                      | X                   |
| Suzanne, Daniel grec 13           |                                   | X4               | X4              | X                  | X                | ?                   | X4                     |                     |
| Tobie                             |                                   | X                | X               | X                  | X                | X                   | X                      | ?                   |
| Zacharie                          | X                                 | X                | X               | X                  | X                | X                   | X                      | X                   |

1Les livres hébreux des Rois et de Samuel sont édités en grecs sous la dénomination I, II, III et IV Règnes.
2Esdras, ou Ezra, est parfois nommé Esdras B (II Esdras2Esdras, ou Ezra, est parfois nommé Esdras B (II Esdras), en relation avec l’Esdras grec, contenu dans la Septante, qui y est nommé Esdras A (I Esdras en français). L’Esdras grec ne fait pas partie des canons hébreu, catholique et protestant. Dans la Septante, Esdras B regroupe Esdras et Néhémie en un seul livre.
3 Comprend un psaume supplémentaire, le psaume 151.
4 Le livre de Suzanne est fusionné avec Daniel et correspond à son chapitre 13
5 Dans le canon éthiopien, le livre des Proverbes est parfois divisé en deux livres: Messale qui correspond aux chapitres 1 à 24 et Tägsas comprenant les chapitres 25 à 31.
6 Dans le canon éthiopien, les Deuxième et Troisième livres des Maccabées sont fusionnés. Les textes de ces trois livres sont très éloignés de ceux de la Septante
7 Le découpage en psaumes est différent entre la Septante, la Vulgate, les canons catholique, orthodoxe et éthiopien d’une part, les canons hébreu et protestant de l’autre
8 Est présent en appendice.
9 Bel et le dragon est fusionné avec Daniel et correspond à son chapitre 14
10 Ezra et Néhémie sont regroupés sous l’unique II Esdras, ou Esdras B
11 Certaines versions syriaques contiennent cinq psaumes supplémentaires numérotés de 151 à 155. Le psaume 151 correspond à celui ajouté à d’autres versions de la Bible.

### Canons comparés
Le tableau ci-dessous compare le canon hébraïque avec les canons de la Septante ainsi que de la Vulgate et les canons catholiques, orthodoxes et protestants. Il liste les livres de l'ancien testament dans l'ordre où ils apparaissent ainsi qu'avec leurs noms respectifs.
Note : le canon éthiopien, très spécifique, avec plusieurs livres supplémentaires, vient d'être d'ajouté, il se peut qu'il y ait des erreurs.
Les cellules de tableau vides indiquent qu'un livre est absent de ce canon.
| Canon hébraïque Tanakh (Bible hébraïque) (24 livres) Les livres en caractères gras font partie des Ketouvim | Canon hébraïque Tanakh (Bible hébraïque) (24 livres) Les livres en caractères gras font partie des Ketouvim | Canon hébraïque Tanakh (Bible hébraïque) (24 livres) Les livres en caractères gras font partie des Ketouvim | Septante                                        | Vulgate                                            | Canon catholique Ancien Testament (46 livres) | Canon orthodoxe Ancien Testament (51 livres) | Canon protestant Ancien Testament (39 livres)                    | Canon éthiopien Ancien Testament (50 livres) | Langue d'origine |
| --- | --- | --- | ----------------------------------------------- | -------------------------------------------------- | --------------------------------------------- | -------------------------------------------- | ---------------------------------------------------------------- | -------------------------------------------- | ---------------- |
| La Torah (La Loi)                                                                                           | La Torah (La Loi)                                                                                           | La Torah (La Loi)                                                                                           | Le pentateuque ou Les Cinq Livres de Moïse      | Le pentateuque ou Les Cinq Livres de Moïse         | Le pentateuque ou Les Cinq Livres de Moïse    | Le pentateuque ou Les Cinq Livres de Moïse   | Le pentateuque ou Les Cinq Livres de Moïse                       | Le pentateuque ou Les Cinq Livres de Moïse   |                  |
| Bereshit Genèse (בראשית)                                                                                    | Bereshit Genèse (בראשית)                                                                                    | Bereshit Genèse (בראשית)                                                                                    | Genèse (ΓΕΝΕΣΙΣ)                                | Genèse (Genesis)                                   | Genèse                                        | Genèse                                       | Genèse                                                           | Genèse                                       | Hébreu           |
| Shemot Exode (שמות)                                                                                         | Shemot Exode (שמות)                                                                                         | Shemot Exode (שמות)                                                                                         | Exode (ΕΞΟΔΟΣ)                                  | Exode (Exodus)                                     | Exode                                         | Exode                                        | Exode                                                            | Exode                                        | Hébreu           |
| Vayikra Lévitique (ויקרא)                                                                                   | Vayikra Lévitique (ויקרא)                                                                                   | Vayikra Lévitique (ויקרא)                                                                                   | Lévitique (ΛΕΥΙΤΙΚΟΝ)                           | Lévitique (Leviticus)                              | Lévitique                                     | Lévitique                                    | Lévitique                                                        | Lévitique                                    | Hébreu           |
| Bamidbar Nombres (במדבר)                                                                                    | Bamidbar Nombres (במדבר)                                                                                    | Bamidbar Nombres (במדבר)                                                                                    | Nombres (ΑΡΙΘΜΟΙ)                               | Nombres (Numeri)                                   | Nombres                                       | Nombres                                      | Nombres                                                          | Nombres                                      | Hébreu           |
| Devarim Deutéronome (דברים)                                                                                 | Devarim Deutéronome (דברים)                                                                                 | Devarim Deutéronome (דברים)                                                                                 | Deutéronome (ΔΕΥΤΕΡΟΝΟΜΙΟΝ)                     | Deutéronome (Deuteronomium)                        | Deutéronome                                   | Deutéronome                                  | Deutéronome                                                      | Deutéronome                                  | Hébreu           |
| Naevus naim (les Prophètes)                                                                                 | Naevus naim (les Prophètes)                                                                                 | Naevus naim (les Prophètes)                                                                                 | Les Livres Historiques                          | Les Livres Historiques                             | Les Livres Historiques                        | Les Livres Historiques                       | Les Livres Historiques                                           | Les Livres Historiques                       |                  |
| Yehoshua Josué (יהושע)                                                                                      | Yehoshua Josué (יהושע)                                                                                      | Yehoshua Josué (יהושע)                                                                                      | Josué (ΙΗΣΟΥΣ ΝΑΥΗ)                             | Josué (Iosue)                                      | Josué                                         | Josué                                        | Josué                                                            | Josué                                        | Hébreu           |
| Shofetim Juges (שפטים)                                                                                      | Shofetim Juges (שפטים)                                                                                      | Shofetim Juges (שפטים)                                                                                      | Juges (ΚΡΙΤΑΙ)                                  | Juges (Iudicum)                                    | Juges                                         | Juges                                        | Juges                                                            | Juges                                        | Hébreu           |
| Shemuel Samuel (שמואל)                                                                                      | | Rut (Ruth)                                                                                                  | Ruth (ΡΟΥΘ)                                     | Ruth (Ruth)                                        | Ruth                                          | Ruth                                         | Ruth                                                             | Ruth                                         | Hébreu           |
| Shemuel Samuel (שמואל)                                                                                      | | | Ruth (ΡΟΥΘ)                                     | Ruth (Ruth)                                        | Ruth                                          | Ruth                                         | Ruth                                                             | Ruth                                         | Hébreu           |
| Shemuel Samuel (שמואל)                                                                                      | I Règnes (ΒΑΣΙΛΕΙΩΝ Α)                                                                                      | I Samuel (Samuelis I)                                                                                       | I Samuel (1 Rois)                               | I Rois (I Samuel)                                  | I Samuel                                      | I Samuel                                     | Hébreu                                                           |                                              |                  |
| Shemuel Samuel (שמואל)                                                                                      | II Règnes (ΒΑΣΙΛΕΙΩΝ Β)                                                                                     | II Samuel (Samuelis II)                                                                                     | II Samuel (2 Rois)                              | II Rois (II Samuel)                                | II Samuel                                     | II Samuel                                    | Hébreu                                                           |                                              |                  |
| Melakhim Rois (מלכים)                                                                                       | Melakhim Rois (מלכים)                                                                                       | Melakhim Rois (מלכים)                                                                                       | III Règnes (ΒΑΣΙΛΕΙΩΝ Γ)                        | I Rois (Regum I)                                   | I Rois (3 Rois)                               | III Rois (I Rois)                            | I Rois                                                           | I Rois                                       | Hébreu           |
| Melakhim Rois (מלכים)                                                                                       | Melakhim Rois (מלכים)                                                                                       | Melakhim Rois (מלכים)                                                                                       | IV Règnes (ΒΑΣΙΛΕΙΩΝ Δ)                         | II Rois (Regum II)                                 | II Rois (4 Rois)                              | IV Rois (II Rois)                            | II Rois                                                          | II Rois                                      | Hébreu           |
| Isaïe (ישעיהו)                                                                                              | | Divré Hayamim (Chroniques)                                                                                  | I Paralipomènes (ΠΑΡΑΛΕΙΠΟΜΕΝΩΝ Α)              | I Paralipomènes (Paralipomenon I)                  | I Chroniques (1 Paralipomenon)                | I Paralipomènes(1 Chroniques)                | 1 Chroniques                                                     | 1 Chroniques                                 | Hébreu           |
| Jérémie (ירמיהו)                                                                                            | | Divré Hayamim (Chroniques)                                                                                  | I Paralipomènes (ΠΑΡΑΛΕΙΠΟΜΕΝΩΝ Α)              | I Paralipomènes (Paralipomenon I)                  | I Chroniques (1 Paralipomenon)                | I Paralipomènes(1 Chroniques)                | 1 Chroniques                                                     | 1 Chroniques                                 | Hébreu           |
| Ézéchiel (יחזקאל)                                                                                           | II Paralipomènes (ΠΑΡΑΛΕΙΠΟΜΕΝΩΝ Β)                                                                         | Divré Hayamim (Chroniques)                                                                                  | II Paralipomènes (Paralipomenon II)             | II Chroniques (2 Paralipomenon)                    | II Paralipomènes(2 Chroniques)                | 2 Chroniques                                 | 2 Chroniques                                                     | Hébreu                                       |                  |
| Les Douze (תרי עשר) ou Trei Asar                                                                            | Esdras-Néhémie                                                                                              | II Esdras (ΕΣΔΡΑΣ Β)                                                                                        | Esdras (Esdrae)                                 | Esdras (1 Esdras)                                  | Esdras (I Esdras),                            | Esdras                                       | 1 Esdras (Esdras et Néhémie)                                     | Hébreu et araméen                            |                  |
| Les Douze (תרי עשר) ou Trei Asar                                                                            | Esdras-Néhémie                                                                                              | Néhémie (ΝΕΕΜΙΑΣ)                                                                                           | Néhémie (Nehemiae)                              | Néhémie (2 Esdras)                                 | Néhémie (II Esdras),                          | Néhémie                                      | 1 Esdras (Esdras et Néhémie)                                     | Hébreu                                       |                  |
| Osée (הושע)                                                                                                 | | I Esdras (ΕΣΔΡΑΣ Α)                                                                                         |                                                 |                                                    | III Esdras                                    |                                              | 2 Esdras (3 Esdras)                                              | Grec                                         |                  |
| Joël (יואל)                                                                                                 | | |                                                 |                                                    | 4 Esdras                                      |                                              | Esdras Sutuel (4 Esdras)                                         | Latin                                        |                  |
| Amos (עמוס)                                                                                                 | | Tobie (ΤΩΒΙΤ)                                                                                               | Tobie (Tobiae)                                  | Tobie                                              | Tobie (Tobias)                                |                                              | Tobie                                                            | Araméen (et en hébreu ?)                     |                  |
| Abdias (עובדיה)                                                                                             | Judith (ΙΟΥΔΙΘ)                                                                                             | Judith (Iudith)                                                                                             | Judith                                          | Judith                                             |                                               | Judith                                       | Hébreu                                                           |                                              |                  |
| Jonas (יונה)                                                                                                | Esther | Esther (ΕΣΘΗΡ)                                                                                              | Esther (Esther)                                 | Esther                                             | Esther                                        | Esther                                       | Esther                                                           | Hébreu                                       |                  |
| Michée (מיכה)                                                                                               | | I Maccabées (ΜΑΚΚΑΒΑΙΩΝ Α)                                                                                  | I Maccabées (Machabaeorum I)                    | I Maccabées (Machabées I)                          | I Maccabées                                   |                                              | I Maccabées                                                      | Hébreu                                       |                  |
| Nahum (נחום)                                                                                                | II Maccabées (ΜΑΚΚΑΒΑΙΩΝ Β)                                                                                 | II Maccabées (Machabaeorum II)                                                                              | II Maccabées (Machabées II)                     | II Maccabées                                       |                                               | II Maccabées                                 | Grec                                                             |                                              |                  |
| Habaquq (חבקוק)                                                                                             | III Maccabées (ΜΑΚΚΑΒΑΙΩΝ Γ)                                                                                | |                                                 | III Maccabées                                      |                                               | III Maccabées                                | Grec                                                             |                                              |                  |
| Sophonie (צפניה)                                                                                            | | |                                                 | IV Maccabées                                       |                                               |                                              | Grec                                                             |                                              |                  |
| Aggée (חגי)                                                                                                 | | |                                                 |                                                    |                                               |                                              | Josippon                                                         | Hébreu                                       |                  |
| Zacharie (זכריה)                                                                                            | | |                                                 |                                                    |                                               |                                              | Jubilés                                                          | Hébreu                                       |                  |
| Malachie (מלאכי)                                                                                            | | |                                                 |                                                    |                                               |                                              | Hénoch                                                           | Hébreu et araméen                            |                  |
| Psaumes (תהילים)                                                                                            | Ketuvim (Écrits)                                                                                            | Livres de sagesse                                                                                           | Livres de sagesse                               | Livres de sagesse                                  | Livres de sagesse                             | Livres de sagesse                            | Livres de sagesse                                                |                                              |                  |
| Psaumes (תהילים)                                                                                            | Iyov (Job)                                                                                                  | Job (ΙΩΒ)                                                                                                   | Job (Iob)                                       | Job                                                | Psaumes                                       | Job                                          | Job                                                              | Hébreu                                       |                  |
| Proverbes (משלי)                                                                                            | Tehillim (Psaumes)                                                                                          | Psaumes (ΨΑΛΜΟΙ)                                                                                            | Psaumes (Psalmi)                                | Psaumes                                            | Proverbes                                     | Psaumes                                      | Psaumes                                                          | Hébreu                                       |                  |
| Proverbes (משלי)                                                                                            | | |                                                 |                                                    | Prière de Manassé                             |                                              | [ 19 ]                                                           | Grec                                         |                  |
| Job (איוב)                                                                                                  | Mishlei (Proverbes)                                                                                         | Proverbes de Salomon (ΠΑΡΟΙΜΙΑΙ ΣΟΛΟΜΩΝΤΟΣ)                                                                 | Proverbes (Proverbia)                           | Proverbes                                          | Job                                           | Proverbes                                    | Proverbes                                                        | Hébreu                                       |                  |
| Job (איוב)                                                                                                  | | |                                                 |                                                    |                                               | Tsegats (Réprimandes)                        |                                                                  |                                              |                  |
| Le Cantique des Cantiques (שיר השירים)                                                                      | Qoheleth (Ecclésiaste)                                                                                      | L'Ecclésiaste (ΕΚΚΛΗΣΙΑΣΤΗΣ)                                                                                | L'Ecclésiaste (Ecclesiastes)                    | L'Ecclésiaste / Qohéleth                           | L'Ecclésiaste                                 | L'Ecclésiaste                                | L'Ecclésiaste                                                    | Hébreu                                       |                  |
| Ruth (רות)                                                                                                  | Shir Hashirim (Cantique des Cantiques)                                                                      | Le Cantique des Cantiques (ΑΣΜΑ ΑΣΜΑΤΩΝ)                                                                    | Le Cantique des Cantiques (Canticum Canticorum) | Le Cantique des Cantiques                          | Le Cantique des Cantiques (Aisma Aismaton)    | Le Cantique des Cantiques (Salomon)          | Le Cantique des Cantiques                                        | Hébreu                                       |                  |
| Lamentations (איכה)                                                                                         | | Sagesse de Salomon (ΣΟΦΙΑ ΣΟΛΟΜΩΝΤΟΣ)                                                                       | Sagesse (Sapientia)                             | Sagesse                                            | Sagesse de Salomon                            |                                              | Sagesse de Salomon                                               | Grec                                         |                  |
| Qohéleth (קהלת)                                                                                             | Sagesse de Sirach (ΣΟΦΙΑ ΣΕΙΡΑΧ)                                                                            | L'Écclésiastique (Ecclesiasticus)                                                                           | L'Écclésiastique / Siracide                     | Sagesse de Jésus, le fils de Siracide              | Siracide                                      | Hébreu                                       |                                                                  |                                              |                  |
| Esther (אסתר)                                                                                               | Nevi'im (les derniers prophètes)                                                                            | Prophètes majeurs                                                                                           | Prophètes majeurs                               | Prophètes majeurs                                  | Prophètes majeurs                             | Prophètes majeurs                            | Prophètes majeurs                                                |                                              |                  |
| Esther (אסתר)                                                                                               | Yesha`yah                                                                                                   | | Isaïe (Isaias)                                  | Isaïe                                              | Isaïe                                         | Isaïe                                        | Isaïe                                                            | Hébreu                                       |                  |
| Daniel (דניאל)                                                                                              | Yirmeyahu                                                                                                   | | Jérémie (Ieremias)                              | Jérémie                                            | Jérémie                                       | Jérémie                                      | Jérémie (inclut les Lamentations, l'épître de Jérémie et Baruch) | Hébreu et araméen                            |                  |
| Esdras-Néhémie (עזרא ונחמיה)                                                                                | Eikhah (Lamentations)                                                                                       | | Lamentations (Lamentationes)                    | Lamentations                                       | Baruch                                        | Lamentations                                 | Jérémie (inclut les Lamentations, l'épître de Jérémie et Baruch) | Hébreu                                       |                  |
| Chroniques (דברי הימים)                                                                                     | | | Baruch (Baruch)                                 | Baruch avec la lettre de Jérémie comme 6e chapitre | Lamentations                                  |                                              | Jérémie (inclut les Lamentations, l'épître de Jérémie et Baruch) | Hébreu                                       |                  |
| Chroniques (דברי הימים)                                                                                     | | |                                                 | Baruch avec la lettre de Jérémie comme 6e chapitre | Lettre de Jérémie en tant que livre autonome  | Grec (opinion majoritaire)                   | Jérémie (inclut les Lamentations, l'épître de Jérémie et Baruch) |                                              |                  |
| Chroniques (דברי הימים)                                                                                     | Yekhezqel                                                                                                   | | Ézéchiel (Ezechiel)                             | Ézéchiel                                           | Ézéchiel                                      | Ézéchiel                                     | Ézéchiel                                                         | Hébreu                                       |                  |
| | Daniel | | Daniel (Daniel)                                 | Daniel                                             | Daniel ,                                      | Daniel,                                      | Daniel                                                           | Hébreu et araméen                            |                  |
| | | Prophètes mineurs                                                                                           |                                                 |                                                    |                                               |                                              |                                                                  |                                              |                  |
| | Les douze ou Trei Asar                                                                                      | Osée (ΩΣΗΕ)                                                                                                 | Osée (Osee)                                     | Osée                                               | Osée                                          | Osée                                         | Osée                                                             | Hébreu                                       |                  |
| | Les douze ou Trei Asar                                                                                      | Amos (ΑΜΩΣ)                                                                                                 | Joël (Ioel)                                     | Joël                                               | Amos                                          | Joël                                         | Amos                                                             | Hébreu                                       |                  |
| | Les douze ou Trei Asar                                                                                      | Michée (ΜΙΧΑΙΑΣ)                                                                                            | Amos (Amos)                                     | Amos                                               | Michée                                        | Amos                                         | Michée                                                           | Hébreu                                       |                  |
| | Les douze ou Trei Asar                                                                                      | Joël (ΙΩΗΛ)                                                                                                 | Abdias (Abdias)                                 | Abdias                                             | Joël                                          | Abdias                                       | Joël                                                             | Hébreu                                       |                  |
| | Les douze ou Trei Asar                                                                                      | Abdias (ΟΒΔΙΟΥ)                                                                                             | Jonas (Ionas)                                   | Jonas                                              | Abdias                                        | Jonas                                        | Abdias                                                           | Hébreu                                       |                  |
| | Les douze ou Trei Asar                                                                                      | Jonas (ΙΩΝΑΣ)                                                                                               | Michée (Michaeas)                               | Michée                                             | Jonas                                         | Michée                                       | Jonas                                                            | Hébreu                                       |                  |
| | Les douze ou Trei Asar                                                                                      | Nahum (ΝΑΟΥΜ)                                                                                               | Nahum (Nahum)                                   | Nahum                                              | Nahum                                         | Nahum                                        | Nahum                                                            | Hébreu                                       |                  |
| | Les douze ou Trei Asar                                                                                      | Habaquq (ΑΜΒΑΚΟΥΜ)                                                                                          | Habaquq (Habacuc)                               | Habacuc                                            | Habacuc                                       | Habacuc                                      | Habacuc                                                          | Hébreu                                       |                  |
| | Les douze ou Trei Asar                                                                                      | Sophonie (ΣΟΦΟΝΙΑΣ)                                                                                         | Aggée (Aggaeus)                                 | Aggée                                              | Sophonie                                      | Aggée                                        | Sophonie                                                         | Hébreu                                       |                  |
| | Les douze ou Trei Asar                                                                                      | Aggée (ΑΓΓΑΙΟΣ)                                                                                             | Sophonie (Sophonias)                            | Sophonie                                           | Aggée                                         | Sophonie                                     | Aggée                                                            | Hébreu                                       |                  |
| | Les douze ou Trei Asar                                                                                      | Zacharie (ΖΑΧΑΡΙΑΣ)                                                                                         | Zacharie (Zacharias)                            | Zacharie                                           | Zacharie                                      | Zacharie                                     | Zacharie                                                         | Hébreu                                       |                  |
| | Les douze ou Trei Asar                                                                                      | Malachie (ΜΑΛΑΧΙΑΣ)                                                                                         | Malachie (Malachias)                            | Malachie                                           | Malachie                                      | Malachie                                     | Malachie                                                         | Hébreu                                       |                  |
| | | Isaïe (ΗΣΑΪΑΣ)                                                                                              |                                                 |                                                    |                                               |                                              |                                                                  |                                              |                  |
| | | Jérémie (ΙΕΡΕΜΙΑΣ)                                                                                          |                                                 |                                                    |                                               |                                              |                                                                  |                                              |                  |
| | | Baruch (ΒΑΡΟΥΧ)                                                                                             |                                                 |                                                    |                                               |                                              |                                                                  |                                              |                  |
| | | Lamentations de Jérémie (ΘΡΗΝΟΙ ΙΕΡΕΜΙΟΥ)                                                                   |                                                 |                                                    |                                               |                                              |                                                                  |                                              |                  |
| | | Lettre de Jérémie (ΕΠΙΣΤΟΛΗ ΙΕΡΕΜΙΟΥ)                                                                       |                                                 |                                                    |                                               |                                              |                                                                  |                                              |                  |
| | | Ézéchiel (ΙΕΖΕΚΙΗΛ)                                                                                         |                                                 |                                                    |                                               |                                              |                                                                  |                                              |                  |
| | | Suzanne (ΣΩΣΑΝΝΑ)                                                                                           |                                                 |                                                    |                                               |                                              |                                                                  |                                              |                  |
| | | Daniel (ΔΑΝΙΗΛ)                                                                                             |                                                 |                                                    |                                               |                                              |                                                                  |                                              |                  |
| | | IV Maccabées (ΜΑΚΚΑΒΑΙΩΝ Δ)                                                                                 |                                                 |                                                    |                                               |                                              |                                                                  |                                              |                  |
| | | Annexes (ΠΑΡΑΡΤΗΜΑ)                                                                                         |                                                 |                                                    |                                               |                                              |                                                                  |                                              |                  |

Plusieurs livres du canon orthodoxe oriental se trouvent également dans l'annexe de la Vulgate latine, anciennement la Bible officielle de l'Église catholique romaine.
Le canon hébreu ou Tanakh est divisé en trois parties : la Torah ou la Loi qui regroupe les cinq premiers livres, les Nebiim qui regroupent les écrits des prophètes et les Ketubim qui rassemblent les autres écrits. Les canons chrétiens sont eux divisés en quatre parties. Le pentateuque (identique à la Torah), les livres historiques, les livres poétiques ou sapientiaux ainsi que les livres prophétiques. Le nombre de livres dans chaque catégorie varie en fonction des canons, mais quel qu'il soit, un livre commun à plusieurs canons est toujours classé dans la même catégorie. Ainsi, par exemple, le livre de Ruth est un livre historique, ou le livre de Jonas est un livre prophétique.

#### Schéma de développement de l'Ancien Testament

Les livres de l'Ancien Testament, indiquant leurs positions dans le Tanakh (Bible hébraïque, avec leurs noms en hébreu) et dans les Bibles chrétiennes. Le Deutérocanon ou Apocryphe sont colorés différemment du Protocanon (les livres de la Bible hébraïque considérés comme canoniques par tous).

### Nouveau Testament
Le Nouveau Testament (27 livres) est la seconde partie de la Bible chrétienne (selon les canons catholique, orthodoxe et protestant). Les livres canoniques dans l'Église catholique, tant dans sa branche occidentale (rite latin), que dans sa branche orientale (différents rites uniates), sont les suivants :
- les quatre Évangiles qui racontent la vie de Jésus-Christ :
  - Évangile selon Matthieu
  - Évangile selon Marc
  - Évangile selon Luc
  - Évangile selon Jean
- les Actes des Apôtres, dans lesquels Pierre et Paul sont les personnages centraux des premières années du christianisme
- les Épîtres pauliennes, lettres attribuées à l’apôtre Paul adressées aux premières communautés proto-chrétiennes. Les épîtres reconnues par tous comme étant de Paul sont celles aux Romains, aux Corinthiens, aux Galates, et la première aux Thessaloniciens (peut-être le plus ancien écrit du Nouveau Testament) :
  - Épître aux Romains
  - Première épître aux Corinthiens
  - Deuxième épître aux Corinthiens
  - Épître aux Galates
  - Épître aux Éphésiens
  - Épître aux Philippiens
  - Épître aux Colossiens
  - Première épître aux Thessaloniciens
  - Deuxième épître aux Thessaloniciens
  - Première épître à Timothée
  - Deuxième épître à Timothée
  - Épître à Tite
  - Épître à Philémon
  - L'Épître aux Hébreux
- les Épîtres dites catholiques (c’est-à-dire universelles, terme selon lequel il faut entendre que, contrairement aux épîtres de Paul, elles ne s'adressent pas à une communauté particulière mais à l'universalité de l'Église) et qui sont des lettres de différents apôtres :
  - Épître de Jacques
  - Première épître de Pierre
  - Deuxième épître de Pierre
  - Première épître de Jean
  - Deuxième épître de Jean
  - Troisième épître de Jean
  - Épître de Jude
- l'Apocalypse (nommée parfois Révélation par des communautés millénaristes), livre prophétique sur la fin des temps et l’établissement du Royaume de Dieu

À ces 27 livres, le canon éthiopien en ajoute huit. Ce sont les quatre livres des Sinodos, les deux divisions du livre de l'Alliance, le Clément éthiopien et la Didascalie éthiopienne. La plupart de la littérature ici serait soit considérée comme faisant partie des écrits des Pères apostoliques, soit comme faisant partie des Anciens Ordres de l'Église.
- Sinodos
  - Ser`atä Seyon (l'Ordre de Sion, 30 canons)
  - Te’ezaz (Commandements, 71 canons)
  - Abtils (81 canons)
  - Gitzew (56 canons)
- Mäshafä Kidan (1 et 2 Alliance)
- Qälëmentos (Clément éthiopien)
- Didesqelya (Didascalie éthiopienne)

## Livres disparus mentionnés dans la Bible
Il existe des écrits mentionnés dans la Bible comme faisant autorité, mais n'y figurant pas. Il s'agit des textes suivants : 
- le Livre de l'alliance (Ex 24:7),
- les Guerres de l'Éternel (en) (No 21:14),
- le Livre du Juste (en) (Jos 10:13 ; 2 S 1:18),
- le Livre des actes de Salomon (en) (1 R 11:41),
- le Livre des actes des rois de Juda (en) (1 R 14:29),
- le Livre des actes des rois d'Israël (en) (1 R 14:19),
- le Livre de Samuel le voyant (en) (1 Ch 29:29),
- le Livre de Nathan le prophète (en) (1 Ch 29:29 ; 2 Ch 9:29),
- le Livre de Gad le prophète (en) (1 Ch 29:29),
- la Prophétie d'Achija de Silo (en) (2 Ch 9:29),
- les Révélations de Iddo le prophète (en) (2 Ch 9:29),
- le Livre de Schemaeja le prophète (en) (2 Ch 12:15),
- le Livre d'Iddo le prophète (2 Ch 12:15 ; 13:22),
- les Mémoires de Jéhu (en) (2 Ch: 20:34),
- le Livre de Hozaï (en) (2 Ch 33:19),
- le Livre d'Hénoch[47] (Jud v. 14),
- une épître aux Corinthiens (1 Co 5:9),
- une épître aux Éphésiens (Ép 3:3,4),
- et une Épître aux Laodicéens (Col 4:16), laquelle est retenue comme canonique dans certaines Églises syriaques.